# 킹덤 하츠 IV
《킹덤 하츠 IV》는 스퀘어 에닉스가 개발한 액션 롤플레잉 게임이다. 《킹덤 하츠》 시리즈의 15번째 게임이다. '로스트 마스터' 이야기를 시작하는 작품으로 《킹덤 하츠 III》와 《킹덤 하츠: 멜로디 오브 메모리》의 사건 이후 소라가 현실을 닮은 세계 쿼드라텀에서 겪는 이야기를 그렸다.
게임 개발은 2020년 1월 《킹덤 하츠 III》 출시 이후부터 시작했으며 2022년 4월에 공식적으로 공개됐다.

## 개발
《킹덤 하츠 III》에서 제아노트와의 결전을 다룬 '다크 시커 사가'를 마무리지어면서 향후 작품들에서 활약할 등장인물이 이미 정해졌다.

## 참조

### 주해
1. ↑  영어: Kingdom Hearts IV, 일본어: キングダム ハーツIV